# Інес де Кастро
Іне́с де Ка́стро (ісп. Inés de Castro; 1325 — 7 січня 1355) — кастильська шляхтянка, коханка і дружина португальського інфанта-спадкоємця Педру I (1346—1355). Представниця шляхетного роду Кастро. Народилася в Галісії, Кастилія. Позашлюбна дочка кастильського мажордома Педро де Кастро й Алдонси де Валадареш. Переїхала до Португалії як служниця Констанси, дружини інфанта Педру. Стала дружиною Педру після смерті господарки, всупереч волі португальського короля Афонсу IV (1346). Згодом жила із Педру відкрито (з 1354), народила трьох дітей. При дворі сприймалася негативно: її розглядали як агентку кастильських впливів, а її дітей — як потенційних претендентів на португальський трон, що можуть спричинити династичну війну. Страчена в Коїмбрі за відсутності Педру, за рішенням королівської ради та дозволом Афонсу IV. Після інтронізації Педру І проголошена посмертно королевою Португалії (1360). Винуватці її смерті були жорстоко покарані. За легендою, Педру вийняв її тіло із труни, коронував і змусив увесь двір присягати покійниці як своїй королеві. Похована в Алкобаському монастирі поруч із Педру І. Історія її кохання, страти та посмертної помсти лягли в основу багатьох світових творів мистецтва. Також — Інеса, Інесса, Іне́ш де Ка́штру (порт. Inês de Castro).

## Біографія

### Походження
Інес де Кастро народилася 1325 року в Галісії позашлюбною донькою Педро Фернандеса де Кастро, лемоського і саррійського сеньйора, мажордома Кастилії, та його португальської коханки Алдонси Лоренсо де Валадареш. Інес була дуже вродливою, мала біляве волосся. За струнку поставу і довгу шию її жартома називали «чаплею» (ісп. cuello de garza).
Рід Кастро віддавна служив Кастильській Короні. Родичі Інес перебували у тісних кревних зв'язках із кастильськими і португальськими правлячими домами. Так, мачуха Інес — інфанта Беатріш, була наймолодшою донькою португальського короля Афонсу; бабуся — Віоланта Санчес Кастильська, узерська сеньйора, була позашлюбною донькою кастильського короля Санчо IV; прапрадід — Родріго Альфонсо Леонський, аліжерський сеньйор, був позашлюбним сином леонського короля Альфонсо IX. Серед далеких португальських родичів Інес була Санша Енрікеш, донька португальського графа Генріха Бургундського і сестра першого португальського короля Афонсу І.
Інес виховувалася при дворі пеньяф'єльського герцога Хуана Мануеля, небожа кастильського короля Альфонсо X. Вона росла разом із його донькою Констансою Вільєнською, яка доводилася їй кузиною.

### Життя в Португалії
Інес прибула до Португалії в 1340-х. Вона була служницею кастильської шляхтянки Констанси, дружини португальського інфанта Педру I, спадкоємця престолу. Проте останній, зачарований красою Інес, закохався у неї й став ігнорувати законну дружину, ставлячи під загрозу офіційні португальсько-кастильські відносини. Через Інес з інфантом зблизилася кастильська опозиційна знать, що перебувала в Португалії у вигнанні. Брати Інес стали друзями і радниками Педру. Через ці впливи батько інфанта, португальський король Афонсу IV, недолюблював Інес, а 1344 року силоміць відправив її до Альбуркерке. Він сподівався, що син захопився тимчасово і незабаром покине свою пасію.
Після смерті Констанци в 1345 році Афонсу IV намагався одружити Педру знову, але той відмовлявся одружуватися з кимось, окрім Інес. Король вважав її недостойною і наказав полишити двір. Проте син відмовився виконати батьківську волю і залишив Інес у себе. Близько 1346 року він взяв із нею таємний шлюб. Інес народила від Педру чотирьох дітей, з яких вижило троє: албуркеркська графиня Беатріш, валенсійський герцог Жуан і сіфуентеський сеньйор Дініш. Від 1354 року подружжя жило разом відкрито, проте ні двір, ні Церква не визнавали їх законним подружжям.
Інес дуже не любили при португальському дворі. Місцева знать вбачала в ній агентку кастильського впливу, особливо після того як 1354 року кастильський король Педро одружився з її сестрою Хуаною. Здорові позашлюбні діти Інес сильно контрастували на тлі слабосилого інфанта Фернанду (майбутній король Фернанду I), законного спадкоємця Педру від першої дружини Констанци. Вважалося, що кастильські друзі Педру шкодять державі, а його бастарди стануть претендентами на португальський трон і втягнуть країну в міжусобну війну.

### Страта
Після кількох спроб розлучити Педру з Інес король Афонсу IV та члени Королівської ради вирішили вбити Інес. Користуючись відсутністю Педру, її заточили в Монастирі святої Клари біля Коїмбри. За легендою, Афонсу збирався отруїти невістку, але розчулений її красою та сльозами, а також виглядом онука, не зміг виконати задуманого. Тоді замість нього смертний вирок здійснили королівські радники — Перу Коелю, Алвару Гонасалвеш і Діогу Лопеш Пашеку. 7 січня 1355 року вони стратили Інес на очах її дитини, а тіло поховали у Монастирі святої Клари.
Смерть Інес остаточно зруйнувала стосунки між Педру та Афонсу IV. Скривджений син повстав проти батька і розпочав виснажливу міжусобну війну. Збройне протистояння зупинили на прохання королеви Беатриси та усіх станів Португалії, але сам конфлікт не вичерпався. 1357 року, не витримавши стресу, Афонсу IV помер, а його син зійшов на португальський трон. Кривдники Інес втекли з країни.

### Помста Педру

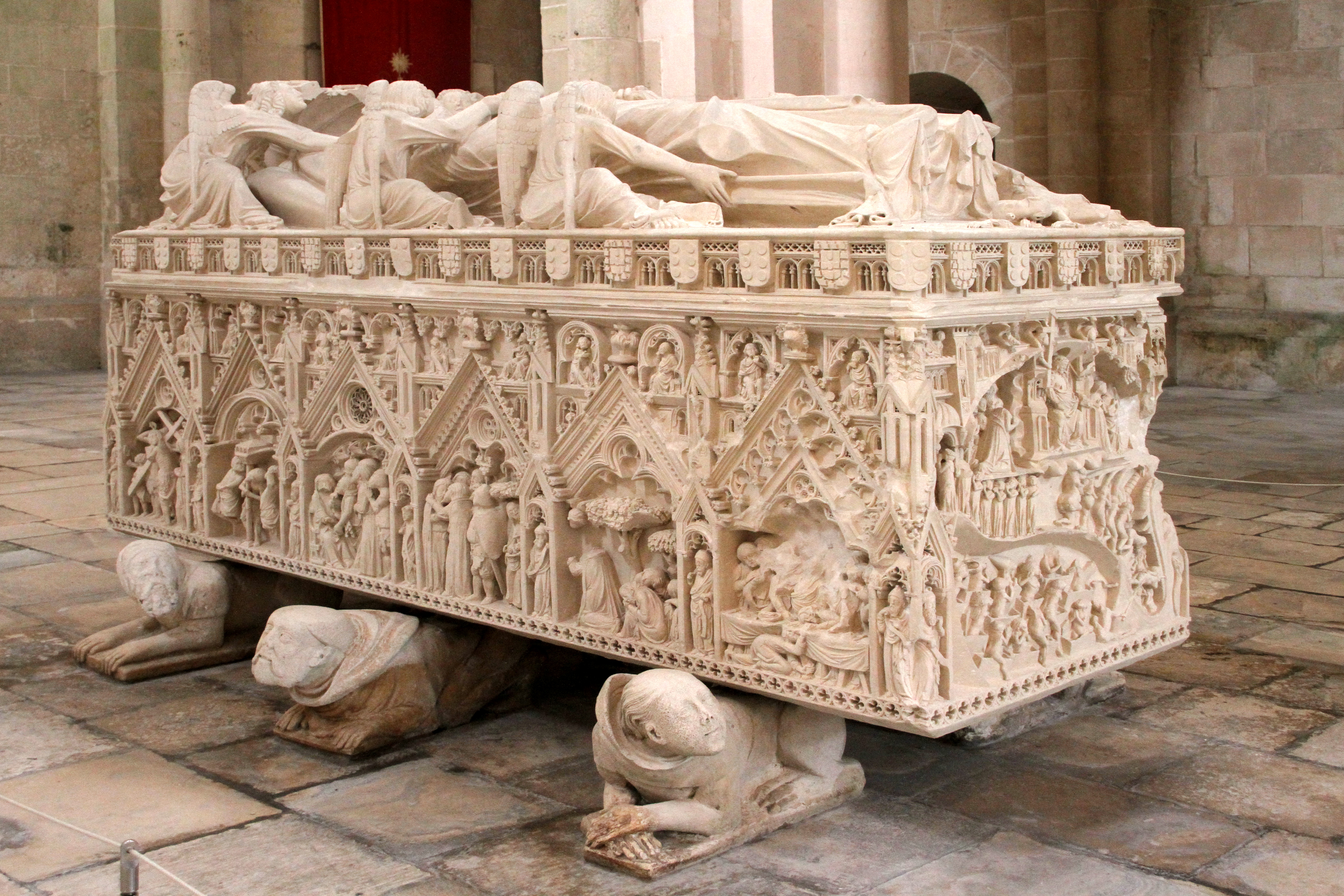
Саркофаг Інес де Кастро в Алкобаському монастирі

Ставши королем, Педру І розпочав помсту кривдникам Інес. 12 червня 1360 року в Кантаньєде він заявив, що був одружений із Інес таємно і що вона є законною королевою Португалії. За легендою, відомою з 1577 року, король дістав тіло Інес з домовини, що пролежало в ній 3 роки, коронував його і одягнув в розкішні шати. Всадовивши покійницю на троні, він змусив усіх придворних краю цілувати поли її одягу (за іншими версіями — руку) та присягати на вірність як новій королеві, виказуючи Інес ту шану, якої вона не зазнала за життя.
1361 року Педру виманив обманом, під обіцянки недоторканності, убивць своєї дружини — Перу Коелю та Діогу Пашеку. Король заарештував їх у дворі й піддав привселюдним тортурам — вирвав живцем їхні серця на знак їхнього жорстокосердя.
19 березня 1361 року Педру І легітимізував королівським указом своїх дітей від Інес — Беатріш, Жуана і Дініша.
Інес перепоховали в Алкобаському монастирі згідно з волею Педру І. Для неї збудували великий готичний мармуровий саркофаг, прикрашений сценами з її життя. Навпроти нього, на замовлення короля, звели подібний саркофаг для самого Педру, в якому його поховали після смерті в 1367 році. За легендою, розташування гробниць було обране так, щоб у день Страшного суду Інес і Педру, які встануть з домовин, могли побачити одне одного.

## Сім'я
- Батько: Педро Фернандес де Кастро (?—1343) — кастильський магнат, сеньйор Лемоса і Саррії.
- Мати: Алдонса Лоренсо де Валадареш (?—?) — португальська шляхтянка, донька португальського вельможі Лоренсо де Валадареша.
- Чоловік: Педру I (1320—1367), король Португалії (1357—1367)
- Діти:
  - Афонсу (?—?) — португальський інфант; помер у дитинстві.
  - Беатріш (1347—1381) — португальська інфанта; ∞ Саншу Афонсович, албуркеркський граф.
  - Жуан (1349—1396), герцог Валенсійський (1386—1396)[3]
  - Дініш (1354—1403), сеньйор Сіфуентеський (1372—1403)

## У мистецтві

### Живопис

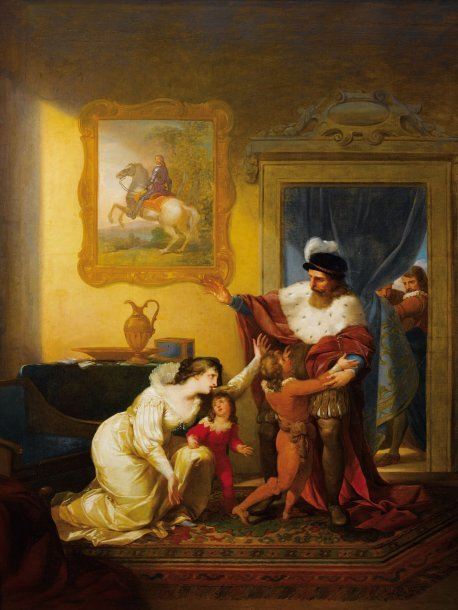
Благання Інес Вієйра Портуенсе1802
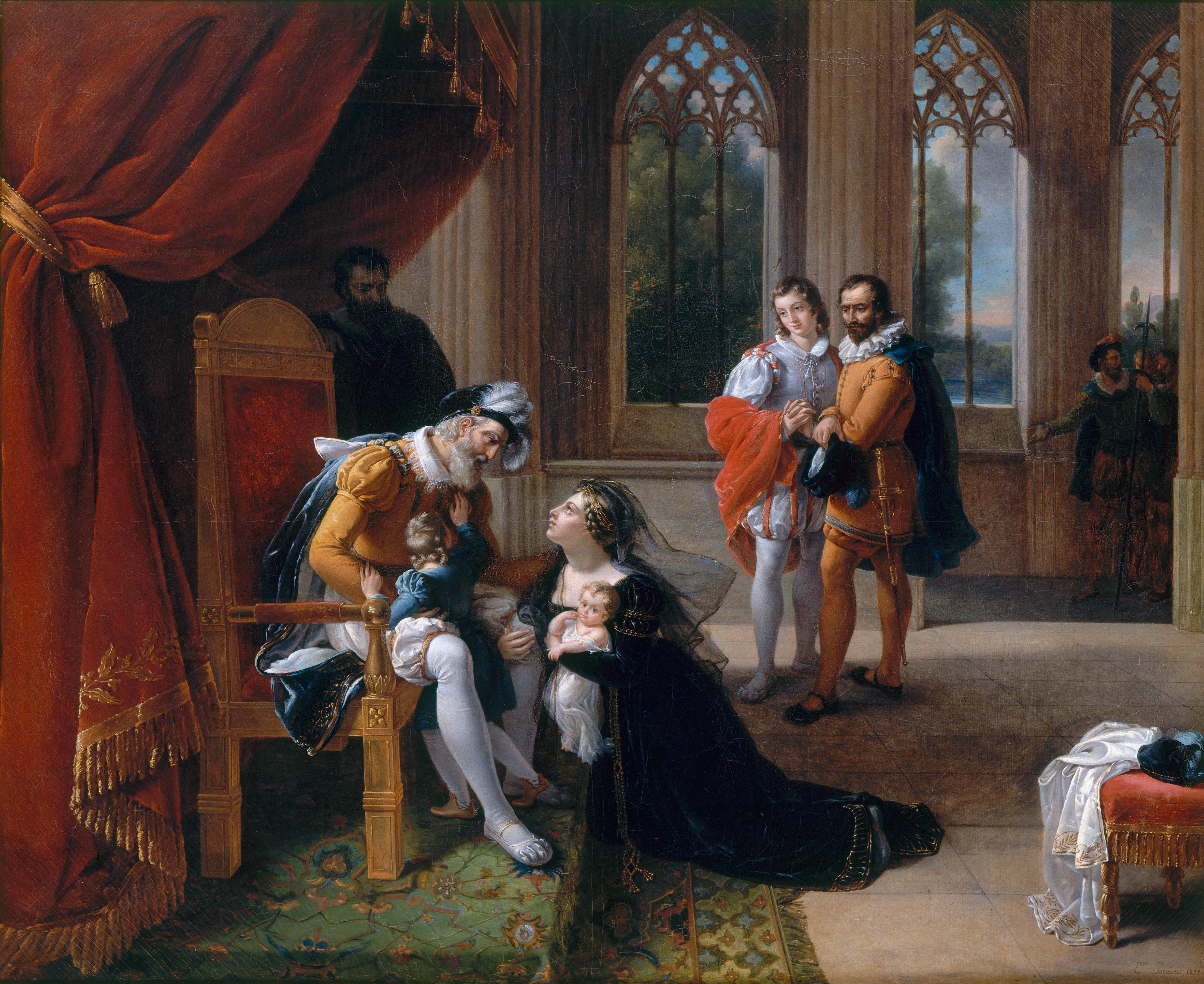
Інес з Альфонсу IV Евгеній Серв'єр, 1822
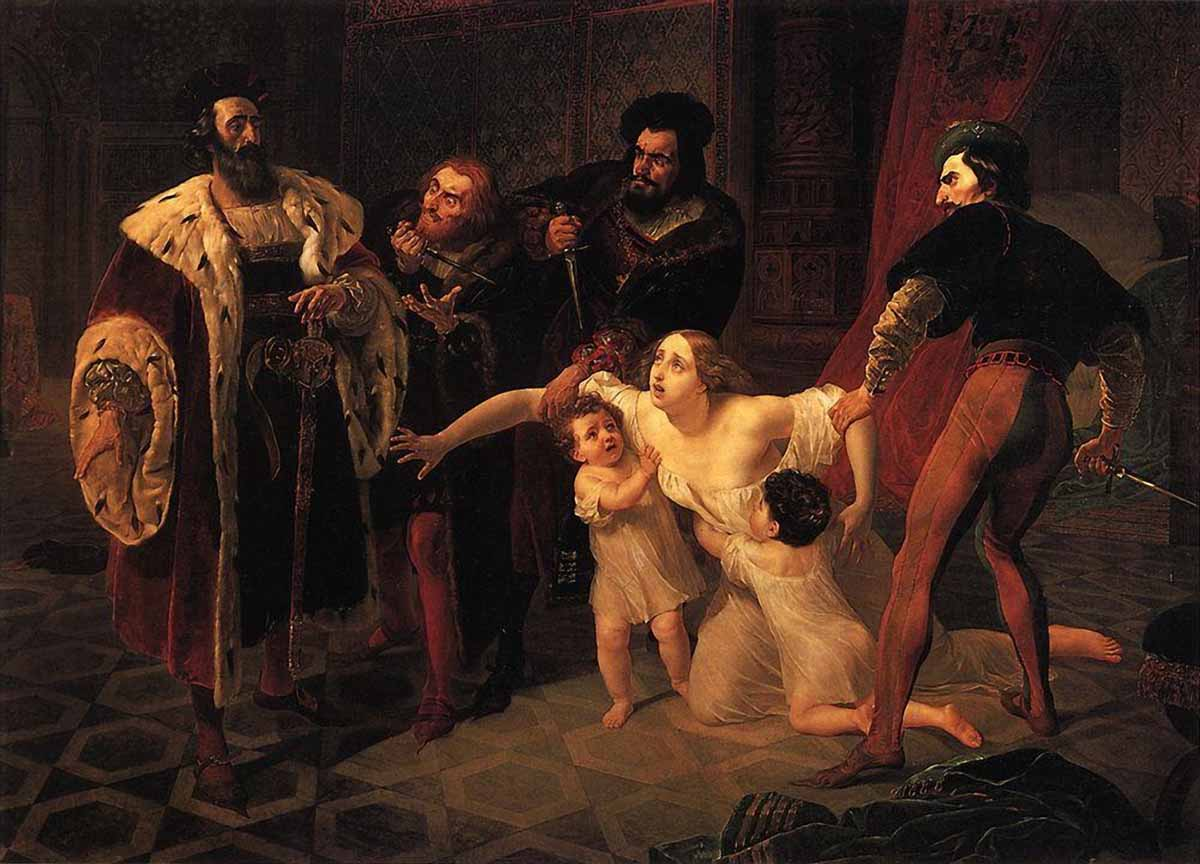
Смерть Інесси Карл Брюлов, 1834
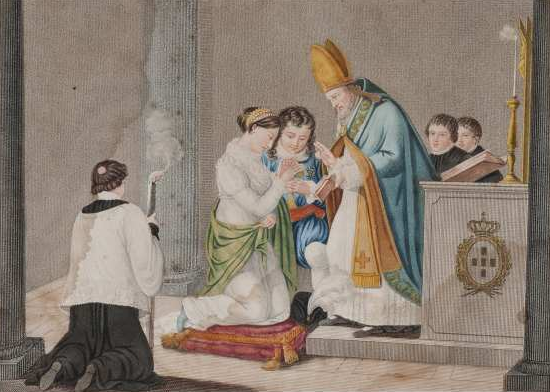
Таємний шлюб Шарль Шасла, до 1840
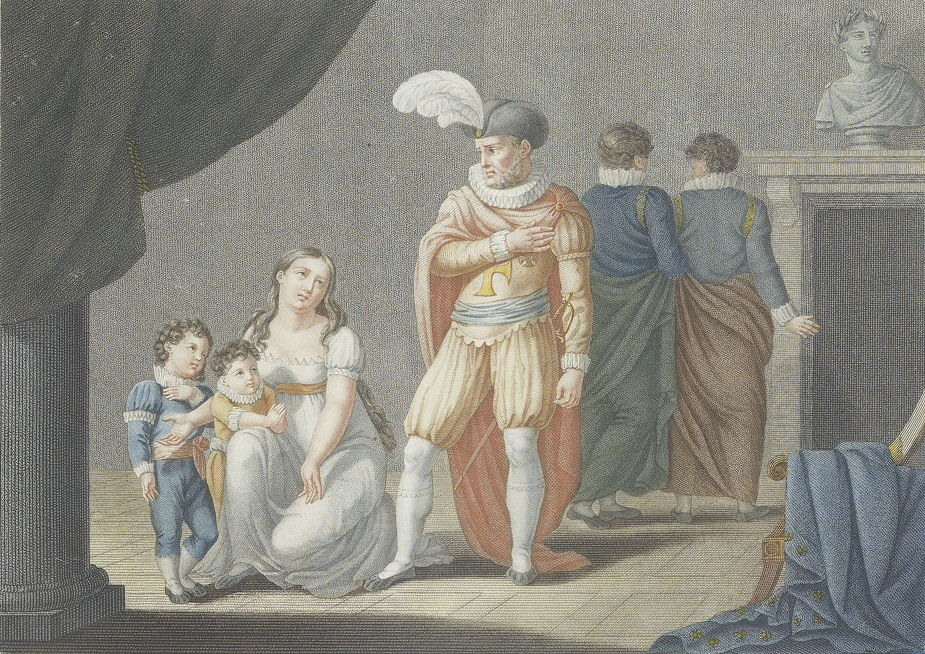
Благання Інес Шарль Шасла, до 1840
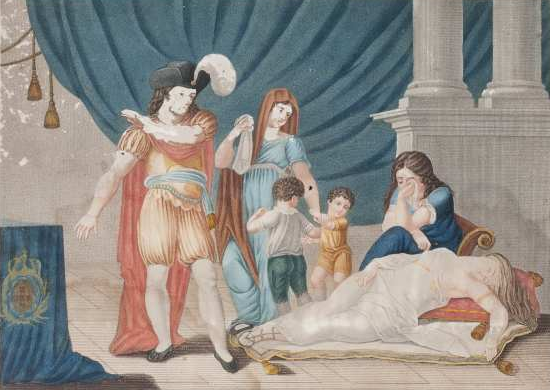
Смерть Інес Шарль Шасла, до 1840
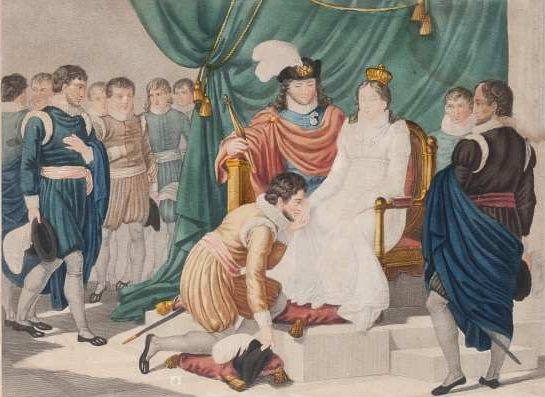
Коронація Інес Шарль Шасла, до 1840
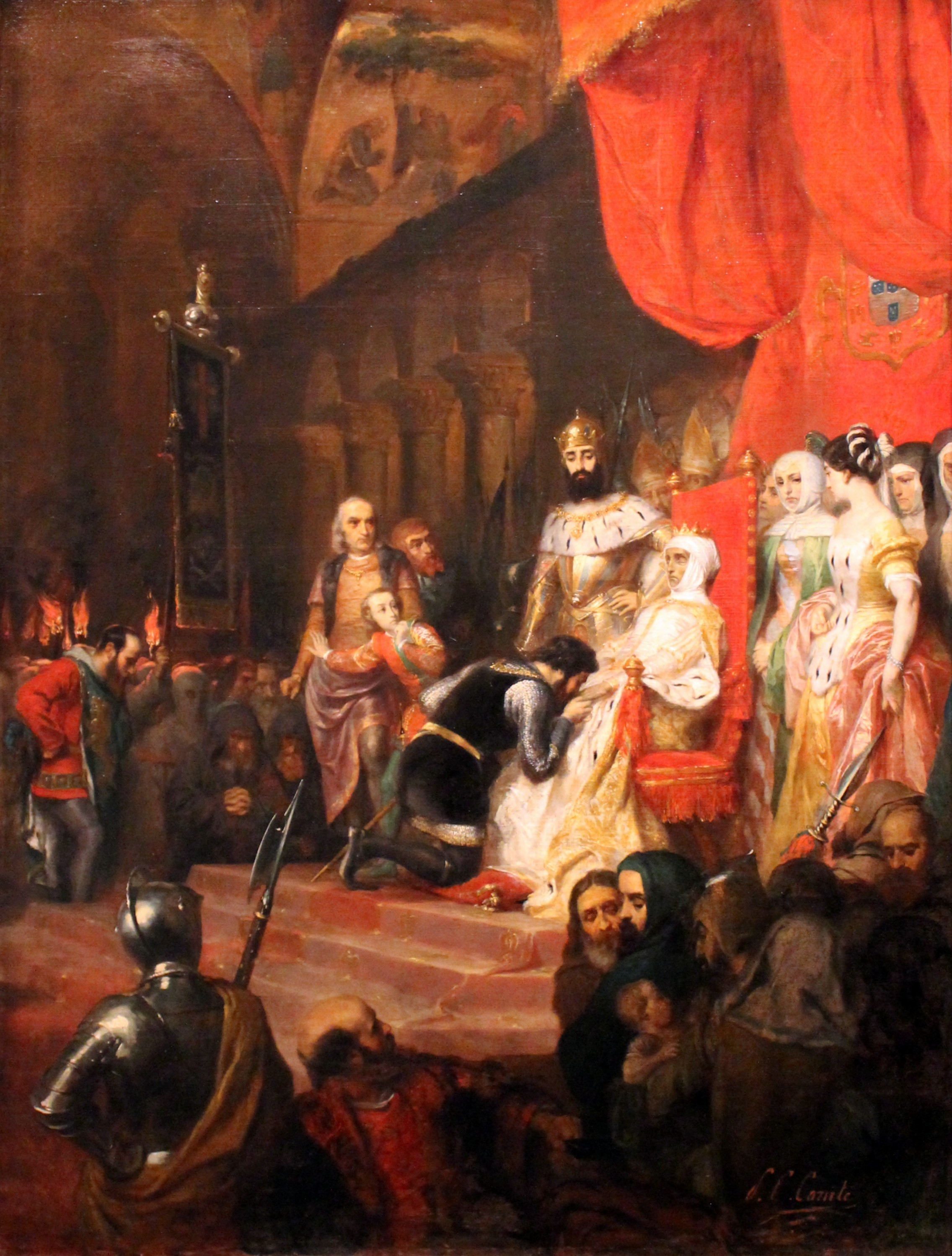
Коронація Інес Пєр-Шарль Конт, 1849
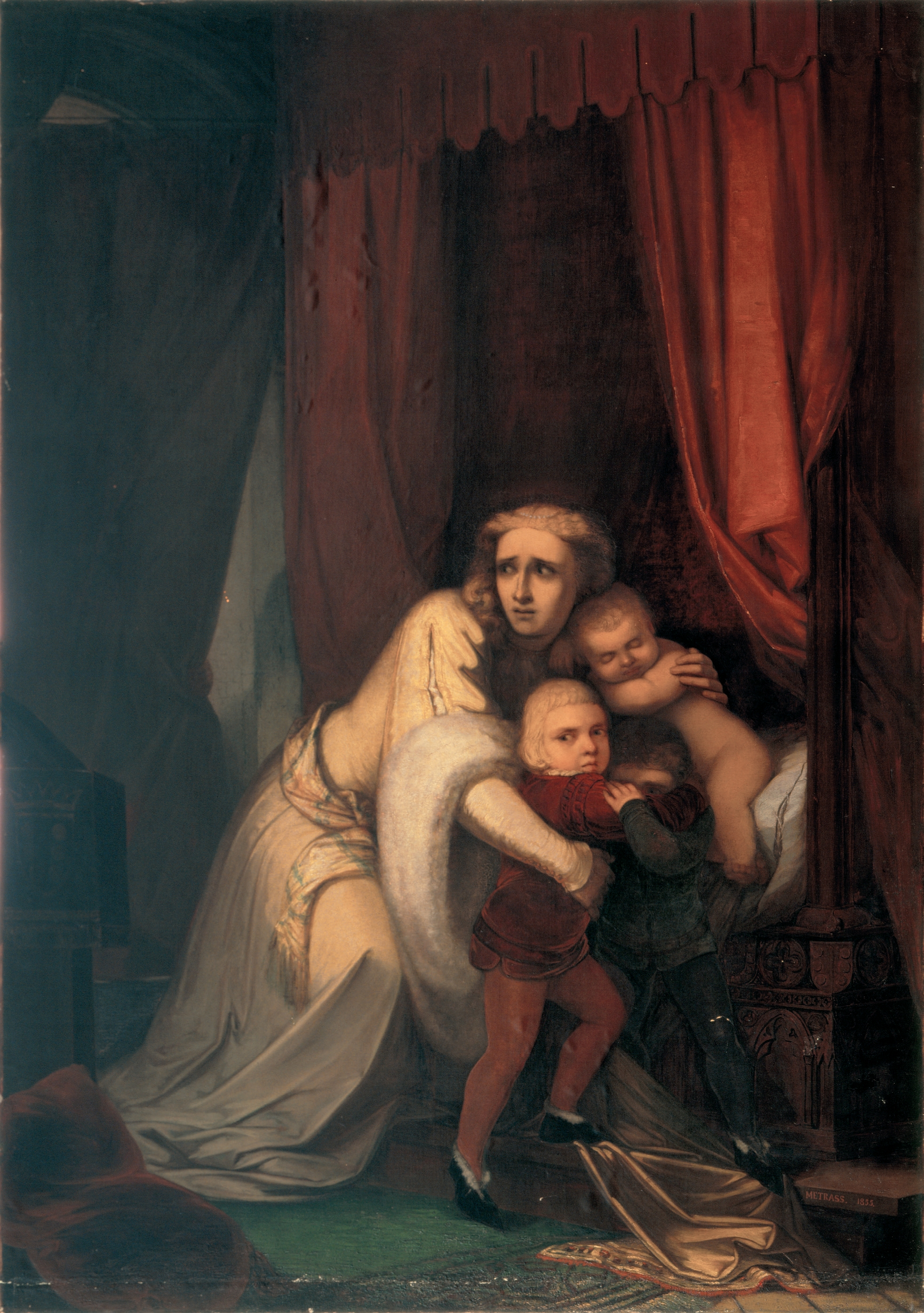
Убивство Інес Франсішку Метрасс, 1855
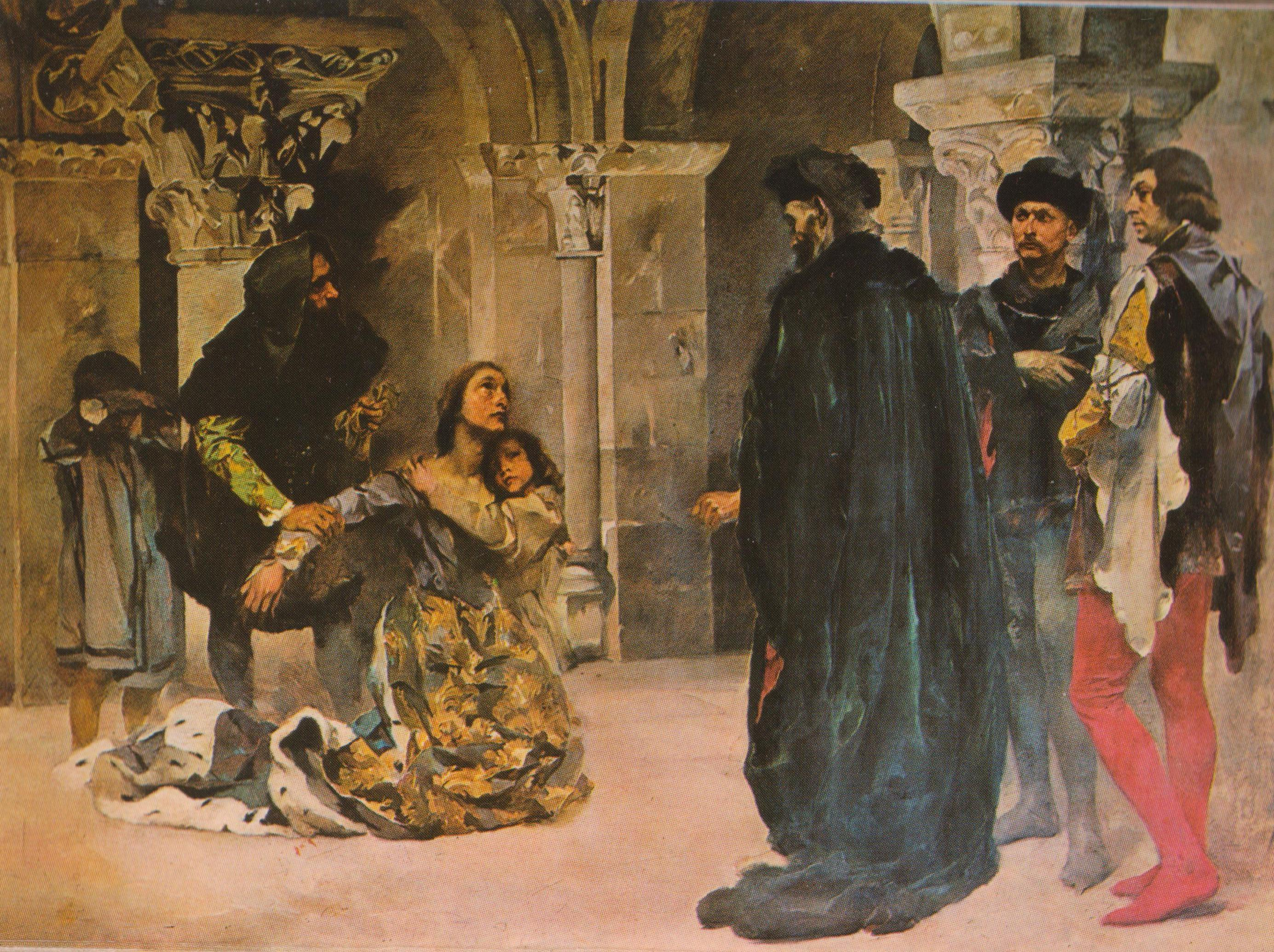
Убивство Інес Колумбану Піньєйру, 1904
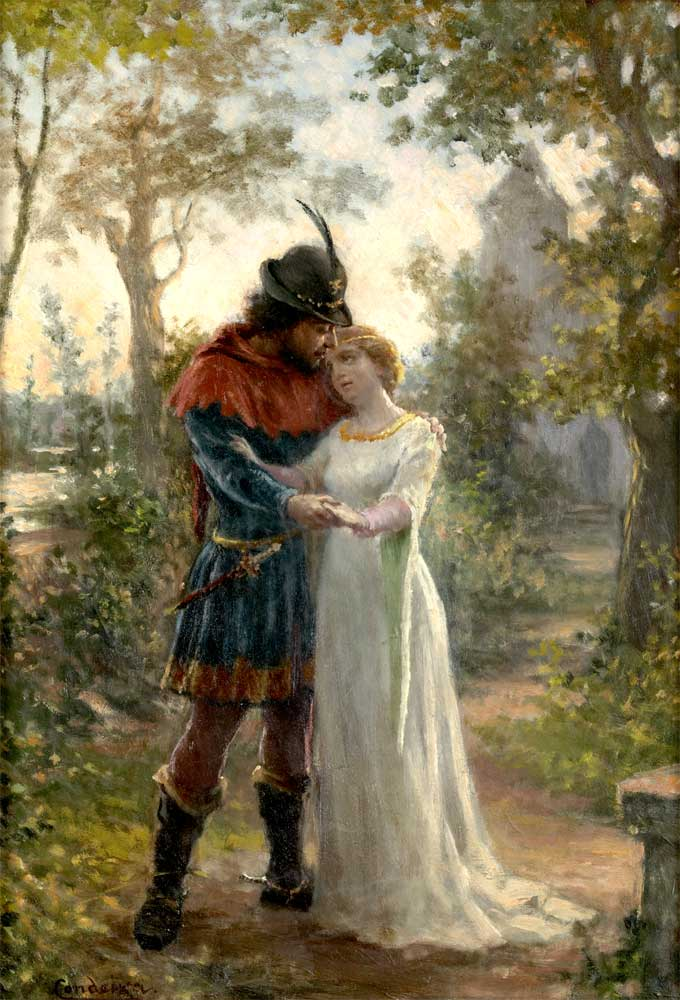
Педру й Інес Ернешту Кондейша, до 1933
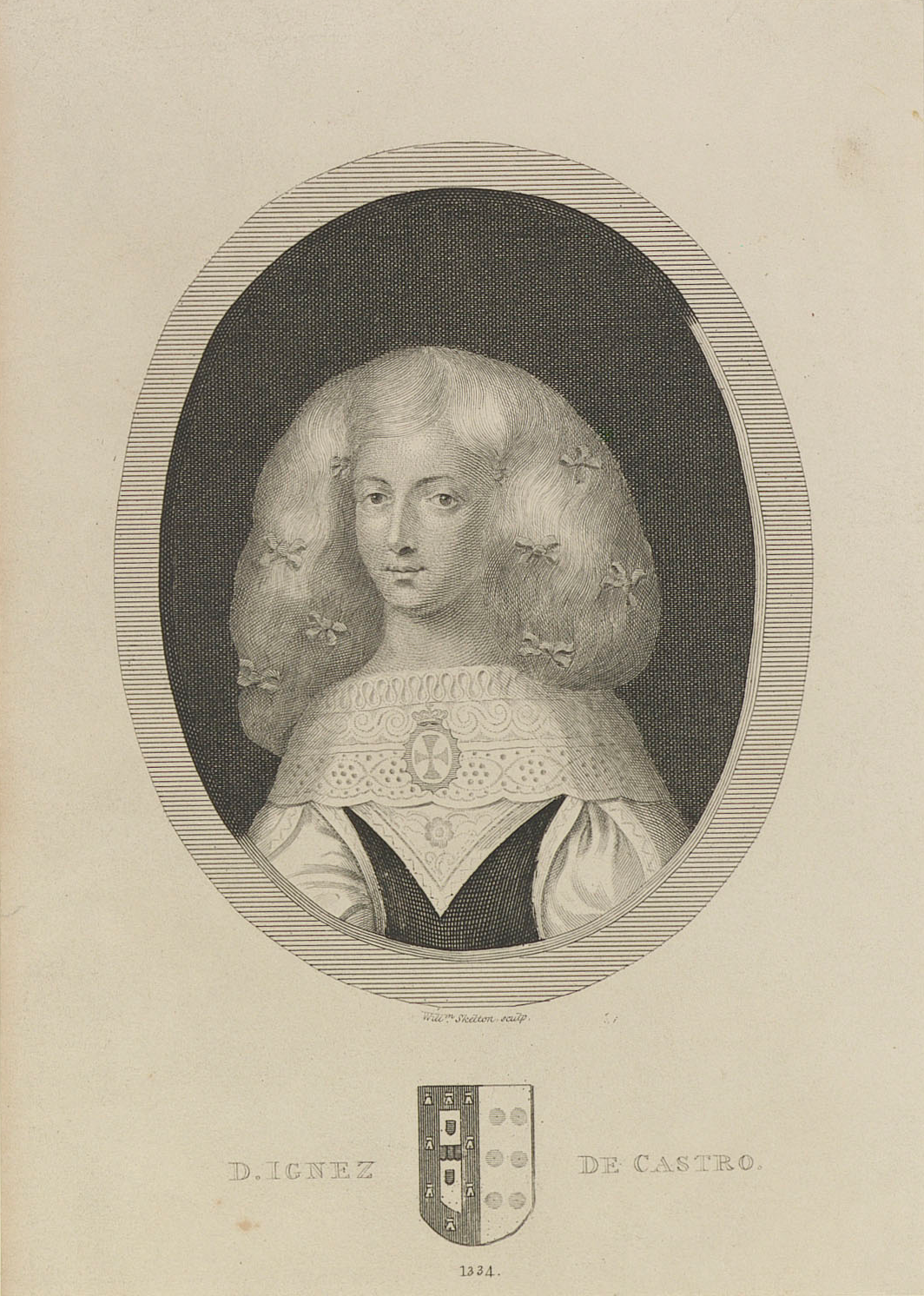
Інес де Кастро Вільям Скелетон, до 1849
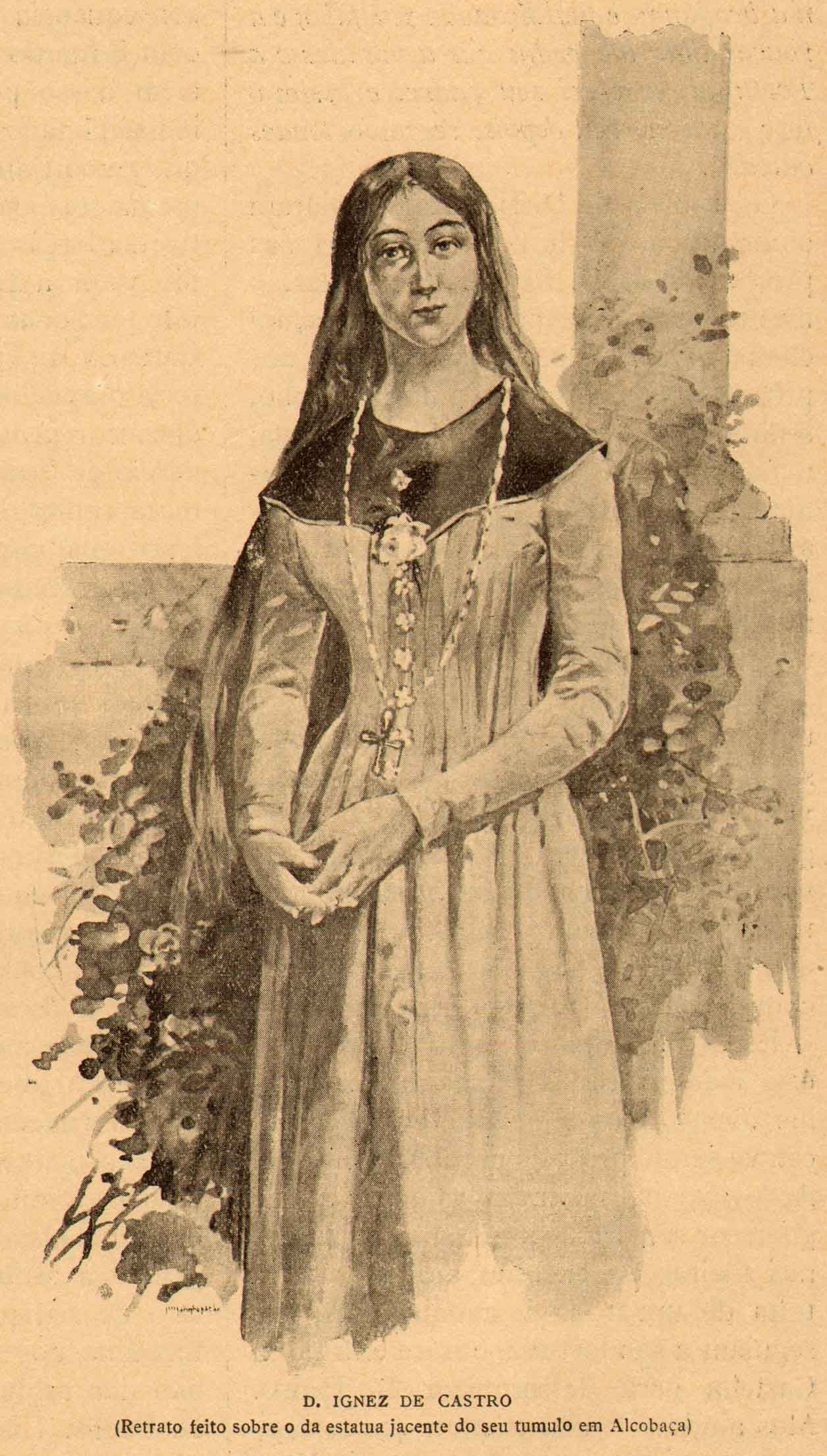
Інес де Кастро Роке Гамейру, 1899

### Музика
Інес є головною героїнею багатьох музичних творів, опер та балетів.
- «Інес де Кастро» (Ines di Castro), Бернгард Ансельм Вебер, (1790, Гановер)
- «Інес де Кастро» (Ines di Castro), Нікколо Антоніо Дзінгареллі, (1798)
- «Інес де Кастро» (Ines de Castro), Вальтер Ландор, (1831)
- «Інес де Кастро» (Ines de Castro), Джузеппе Персіані, (1835)
- «Інес де Кастро» (Ines di Castro), Пієтро Антоніу Коппола, (1842, Лісабон)
- «Інес де Кастро» (Ines de Castro), Томас Пасатьєрі, (1976)
- «Інес де Кастро» (Ines de Castro), Джеймс Макмілан, (1996)
- «Гнів» (Wut), Андреа Лоренсо Скартаззіні, (2006)
- «Інес» (Ines), Джеймс Ролф, (2009)
- «Інес де Кастро» (Inês de Castro), Педру Камашу, (2012)

### Кіно
Кохання Педру до Інес та його помста були темою ряду кінофільмів:
- «Королева після смерті, Інес де Кастро» (Rainha depois de Morta, Inês de Castro, 1910, Португалія)
- «Інес де Кастро» (Inês de Castro, 1944, Португалія, Іспанія)
- «Мертва королева» (1961, Франція)
- «Мертва королева» (2009, Франція)